# Živčani sustav
Živčani sustav mreža je specijaliziranih stanica koje šalju, prenose ili primaju informacije vezane za organizam i njegovu okolinu. Obrađujući te informacije, živčani sustav potiče reakcije u drugim dijelovima tijela. Sastavljen je od dvije vrste stanica – neurona (koji predstavljaju funkcionalnu osnovu živčanog sustava) i glija stanica (koje pripomažu funkciji neurona). Živčani sustav se općenito dijeli na periferni i središnji živčani sustav. Neuroni stvaraju i prenose impulse između i unutar ta dva sustava. Periferni živčani sustav sastavljen je od senzornih neurona i neurona koji ih povezuju s živčanom moždinom, kralježničnom moždinom te mozgom - koji tvore središnji živčani sustav. Prilikom podražaja, senzorni neuroni šalju signale središnjem živčanom sustavu koji ih obrađuje i šalje povratne signale u mišiće i žlijezde. Neuroni u živčanim sustavima životinja mađusobno su složeno povezani te prenose impulse jedan do drugoga elektrokemijskim signalima i neurotransmiterima. Interakcija različitih neurona formira neutralne sklopove koji reguliraju način na koji organizam percipira svijet oko sebe i procese u svom tijelu, te na taj način i ponašanje. Veliki broj višestaničnih organizama posjeduje živčani sustav no oni se uvelike razlikuju u složenosti.

## Središnji živčani sustav
Živčani sustav sastoji se od mozga, leđne moždine i živaca. Mozak se sastoji od 3 glavna dijela: velikog mozga, malog mozga i produžene moždine (primozga). Najveći dio zauzima veliki mozak. Površinu mozga čini moždana kora sive boje građena od tzv. sive tvari (živčane stanice), dok unutrašnjost mozga čini moždana tvar bijele boje građena od tzv. bijele tvari (živčana vlakna). Anatomija mozga je dobro istražena. Međutim, unatoč velikom broju znanstvenih radova, još uvijek ne možemo reći da znamo kako mozak funkcionira. Mozak s leđnom moždinom povezuje produžena moždina. Produžena moždina ima bijelu tvar izvana, a sivu tvar iznutra, baš kao i leđna moždina. Leđna je moždina smještena u koštanom kanalu koji čine kralješci. Njena je zadaća upravljanje refleksima i dvosmjerno povezivanje mozga s ostalim dijelovima tijela. Refleks je brz automatski pokret našeg tijela na neki podražaj koji se odvija bez utjecaja naše volje, a ima zaštitnu ulogu. Put živčanog impulsa od podražaja do izvršenog pokreta je refleksni luk.

## Periferni živčani sustav
Središnji živčani sustav povezan je živcima s ostalim dijelovima tijela, periferijom. Uloga živaca je provođenje i primanje živčanih impulsa. Iz mozga se odvaja 12 parova moždanih živaca, a iz leđne moždine 31 par leđnomoždanih živaca koji se granaju po cijelom tijelu i tako čine periferni živčani sustav.

## Voljni živčani sustav
Neke aktivnosti čovjek čini svjesno, svojom voljom. Stoga dio živčanog sustava koji upravlja našim voljnim tjelesnim aktivnostima nazivamo voljni živčani sustav.

## Autonomni živčani sustav
Autonomni živčani sustav čine živci i živčana središta u mozgu koji upravljaju mnogim životno važnim funkcijama kao što su: disanje, rad srca itd. Autonomni živčani sustav dijelimo na simpatikus i parasimpatikus. Njihova su djelovanja suprotna pa u organizmu djeluju naizmjence.